# EX エックス
『EX エックス』（原題: Extreme Ops）は、2002年に製作されたアクションスリラー映画。イギリス・ドイツ・ルクセンブルク・オーストリア・アメリカの合作映画。スノーボードなどの、雪山でのエクストリームスポーツを題材にした作品である。

## ストーリー
CM制作会社の幹部ジェフリーは、これまでに多くの作品を手掛けており、そのどれもがインパクトがあると評判だった。今回、彼はアルプス山脈で実際の雪崩を撮影しようと、監督のイアンとカメラマンのウィル、そしてプロのスノーボーダー達と極寒の雪山へと向かうのだった。しかし、そこには飛行機の墜落事故で死亡したと思われていたテロリスト集団が身を隠していた。

## キャスト
| 役名           | 俳優                               | 日本語吹替                          | 日本語吹替                                                       |
| 役名           | 俳優                               | ソフト版                            | テレビ東京版                                                     |
| -------------- | ---------------------------------- | ----------------------------------- | ---------------------------------------------------------------- |
| イアン         | ルーファス・シーウェル             | 堀秀行                              | 内田直哉                                                         |
| ウィル         | デヴォン・サワ                     | 佐藤淳                              | 関俊彦                                                           |
| クロエ         | ブリジット・ウィルソン＝サンプラス | 柳沢真由美                          | 五十嵐麗                                                         |
| ジェフリー     | ルパート・グレイヴス               | 花輪英司                            | 古澤徹                                                           |
| キティ         | ジャナ・パラスキー                 | 浅野まゆみ                          | 本田貴子                                                         |
| サイロ         | ジョー・アブソロム                 | 藤本譲                              | 菅生隆之                                                         |
| パブロフ       | クラウス・レーヴィッチェ           | 根本泰彦                            | 檀臣幸                                                           |
| マーク         | ハイノ・フェルヒ                   | 村治学                              | 金尾哲夫                                                         |
| ゾラン         | ジャン＝ピエール・カスタルディ     | 野島裕史                            | 竹若琢磨                                                         |
| ヤナ           | リリアナ・コモロウスカ             | 水落幸子                            | 塩田朋子                                                         |
| その他         |                                    | 上田陽司 黒河奈美 五王四郎 白熊寛嗣 | 楠見尚己 中村秀利 田中正彦 宝亀克寿 加瀬康之 植村喜八郎 大坂史子 |
|                |                                    |                                     |                                                                  |
| 演出           |                                    | 本吉伊都子                          | 向山宏志                                                         |
| 翻訳           |                                    | 江川由里子                          | 土井ひみ子                                                       |
| 調整           |                                    | 小山雄一郎                          | 黒崎裕樹                                                         |
| 担当           |                                    |                                     | 吉田啓介                                                         |
| 配給           |                                    |                                     | 日本ヘラルド                                                     |
| プロデューサー |                                    |                                     | 久保一郎 渡邉一仁 寺原洋平                                       |
| 制作           |                                    | グロービジョン                      | テレビ東京 グロービジョン                                        |
| 初回放送       |                                    |                                     | 2005年2月10日 『木曜洋画劇場』                                   |